# Глутаровая кислота
Глутаровая кислота (Пентандиовая кислота) — двухосновная предельная карбоновая кислота.

## Физические свойства
Бесцветные кристаллы практически без запаха. Обладает достаточно высокой растворимостью в воде (63,9 г в 100 мл), по сравнению с адипиновой кислотой (~1,5 г в 100 мл). Также растворима в спирте, хлороформе, эфире и бензоле.

## Химические свойства
Глутаровая кислота является двухосновной карбоновой кислотой средней силы (pKa1=4.34, pKa2=5.27).
Образует средние и кислые соли, и два ряда сложных эфиров.
Образует циклический глутаровый ангидрид при длительном нагревании.
Нагревание аммониевой соли глутаровой кислоты приводит к получению циклического имида.

## Биологическая роль
Кето-производное глутаровой кислоты — α-кетоглутаровая кислота (α-кетоглутарат) является важным биологическим соединением. Эта кетокислота образуется при дезаминировании глутамата, и является одним из промежуточных продуктов цикла Кребса.

## Получение
В промышленности получают окислением циклопентанона азотной кислотой в присутствии оксида ванадия(V).
В лаборатории может быть получена:
- гидролизом γ-бутиролактона цианидом калия с последующим гидролизом образоващейся цианкарбоновой кислоты[3],[4];
- гидролизом динитрила глутаровой кислоты, полученного по реакции 1,3-дибромпропана с цианидом калия;
- гидролизом и последующим окислением дигидропирана азотной кислотой[5];
- из диэтилфумарата и формальдегида с последующим гидролизом и декарбоксилированием полупродуктов[6].

## Применение
Используется:
- в производстве полимеров, типа полиэстера и полиамидов;
- для получения 1,5-пентандиола (широко применяемый пластификатор) гидрированием.

## Безопасность
Может вызывать раздражение кожи и глаз. Давление паров (2 Па) при комнатной температуре крайне мало для нанесения вреда дыхательным путям, но глутаровая кислота может вызывать их раздражение при ингаляции аэрозоля.